# جوآن خارا
جوآن آلیسون ترنر رابرتز (متولد جوآن آلیسون ترنر، ۲۰ ژوئیه ۱۹۲۷–۱۲ نوامبر ۲۰۲۳) که بیشتر با نام‌های جوآن خارا یا جوآن دِ خارا شناخته می‌شد، رقصنده، فعال سیاسی، بازیگر، نمایشنامه‌نویس، کارگردان تئاتر و شاعر شیلیایی-بریتانیایی بود. او پس از مرگ همسرش، ویکتور خارا، زندگی خود را وقف حفظ یاد و خاطره او، تداوم آثارش و ترویج ارزش‌های انسانی‌گرایانه کرد. جوآن در سال ۱۹۸۴ کتاب (یک آهنگ ناتمام: زندگی ویکتور خارا) را نوشت و بنیاد ویکتور خارا را تأسیس نمود.

## اوایل زندگی و حرفه
جوآن آلیسون ترنر در ۲۰ ژوئیه ۱۹۲۷ در لندن، انگلستان به دنیا آمد. او در سال ۱۹۶۱ در دانشگاه شیلی با ویکتور خارا آشنا شد؛ جایی که جوآن در رشته تئاتر تحصیل می‌کرد و ویکتور کلاس‌های رقص در مدرسه تئاتر برگزار می‌نمود. در آن زمان، جوآن همچنین به عنوان رقصنده در باله ملی شیلی فعالیت داشت. آشنایی آن‌ها زمانی عمیق‌تر شد که ویکتور در دوران نقاهت جوآن از یک بیماری، برای او گل‌هایی آورد که احتمالاً از یک پارک دزدیده شده بود! جوآن در آن زمان از همسر اولش جدا شده بود و یک دختر کمتر از یک ساله داشت که رابطه نزدیکی با ویکتور پیدا کرد.

## کودتای ۱۹۷۳
همسر جوآن، ویکتور خارا، در جریان کودتای ۱۹۷۳ شیلی به دست نیروهای نظامی آگوستو پینوشه شکنجه و به قتل رسید. صبح روز کودتا، ویکتور برای دفاع از دانشگاه به همراه دیگران به استادیوم ملی شیلی (که به یک زندان موقت تبدیل شده بود) رفت. او از سفارت بریتانیا درخواست کمک کرد، اما سفارت تعطیل بود. جسد ویکتور در سردخانه سانتیاگو در میان انبوهی از اجساد دیگر شناسایی شد؛ با مچ‌دست و گردن شکسته، شکمی کبود و ۴۴ گلوله در بدن. پیش از مرگ، او موفق شد پیامی برای جوآن بفرستد و محل پارک ماشینشان را به او اطلاع دهد، همراه با این جمله: دوستت دارم. ویکتور خارا به یکی از نمادین‌ترین قربانیان این کودتا تبدیل شد.
پس از ترک شیلی در ۱۹۷۳، جوآن نام خانوادگی خود را به خارا تغییر داد و تمام زندگی خود را وقف حفظ میراث همسرش کرد. او در ۱۹۸۴ به شیلی بازگشت و کتاب (یک آهنگ ناتمام: زندگی ویکتور خارا) را منتشر کرد. جوآن در مصاحبه‌ای اشاره کرد که ارتش شیلی از افشای نام افسران مسئول کشتار استادیوم خودداری می‌کند.با این حال، با ادامه پیگیری‌های قضایی، برخی از نظامیان رده پایین حاضر به شهادت علیه فرماندهان خود شدند. وکیل او افزود که ارتش شیلی در برابر ارائه اطلاعات به خانواده‌های ناپدیدشدگان «پیمان سکوت» دارد و شهادت سربازان سطح پایین برای تلاش‌های شناسایی افسران آنها بسیار مهم بود.

## دادخواهی برای عدالت
در ۲۰۱۳، جوآنا شکایت مدنی علیه پدرو بارینتوس، یکی از افسران نظامی متهم به قتل ویکتور خارا، تنظیم کرد. بارینتوس حدود ۲۰ سال در فلوریدا زندگی کرده و از طریق ازدواج تابعیت آمریکایی گرفته بود. این پرونده بر اساس قانون حمایت از قربانیان شکنجه و قانون شکنجه بیگانه (که به دادگاه‌های آمریکا اجازه رسیدگی به موارد نقض حقوق بشر در خارج از کشور را می‌دهد) تشکیل شد. در دسامبر ۲۰۱۲، بارینتوس و شش افسر دیگر به اتهام قتل ویکتور خارا متهم شدند.
در نهایت، هیئت منصفه بارینتوس را مسئول شکنجه ویکتور خارا تشخیص داد و حکم به پرداخت ۲۸ میلیون دلار غرامت به خانواده خارا صادر کرد.هرچند دادگاه استیناف برخی از اتهامات را نپذیرفت، اما این پرونده به یکی از نمادین‌ترین موارد پیگیری عدالت برای قربانیان دیکتاتوری شیلی تبدیل شد.
بارینتوس در ژوئیه ۲۰۲۳ تابعیت آمریکایی خود را از دست داد و در اکتبر همان سال توسط مأموران مهاجرت (ICE) دستگیر شد. او در ۱ دسامبر ۲۰۲۳ به شیلی اخراج شد.

## مرگ
جوآن خارا در ۱۲ نوامبر ۲۰۲۳ در سن ۹۶ سالگی در سانتیاگو درگذشت. پیکر او در Centro de Danza Espiral (مدرسه رقصی که با همسر اولش تأسیس کرده بود) تشییع شد و در ۱۵ نوامبر در گورستان عمومی شیلی در کنار ویکتور خارا به خاک سپرده شد. مراسم تشییع او با حضور هزاران نفر از دوستداران ویکتور و جوآن برگزار شد و یاد هر دوی آن‌ها به عنوان نمادهای مبارزه برای عدالت و آزادی گرامی داشته شد. جوآن خارا نه تنها یک هنرمند چندوجهی، بلکه یک فعال خستگی‌ناپذیر حقوق بشر بود که تا آخرین روزهای زندگی‌اش برای عدالت و حفظ یاد ویکتور خارا مبارزه کرد.